# A117-es autópálya (Németország)
Az A117-es autópálya (németül: Bundesautobahn 117) egy autópálya Németországban. Hossza 5 km.